# Saltos ornamentais no Campeonato Europeu de Esportes Aquáticos de 2012 - Trampolim 1 m individual feminino
A prova do trampolim 1 m individual feminino dos saltos ornamentais no Campeonato Europeu de Esportes Aquáticos de 2012 foi realizada no dia 18 de maio em Eindhoven nos Países baixos. 

## Calendário
| Fase       | Data       | Hora  |
| ---------- | ---------- | ----- |
| Preliminar | 18 de maio | 11:00 |
| Final      | 18 de maio | 17:30 |

Todos os horários estão no horário local (UTC+1)

## Medalhistas
| Ouro                | Prata                | Bronze                 |
| Anna Lindberg (SWE) | Tania Cagnotto (ITA) | Nadezhda Bazhina (RUS) |

## Resultados
Esses foram os resultados da competição.
| Pos.              | Saltador              | Nacionalidade | Preliminar | Preliminar | Final  | Final |
| Pos.              | Saltador              | Nacionalidade | Pontos     | Pos.       | Pontos | Pos.  |
| ----------------- | --------------------- | ------------- | ---------- | ---------- | ------ | ----- |
| Medalha de ouro   | Anna Lindberg         | Suécia        | 294.15     | 1          | 301.35 | 1     |
| Medalha de prata  | Tania Cagnotto        | Itália        | 284.45     | 2          | 281.30 | 2     |
| Medalha de bronze | Nadezhda Bazhina      | Rússia        | 264.70     | 3          | 275.15 | 3     |
| 4                 | Uschi Freitag         | Alemanha      | 246.75     | 6          | 269.95 | 4     |
| 5                 | Anastasia Pozdniakova | Rússia        | 257.85     | 4          | 259.45 | 5     |
| 6                 | Katja Dieckow         | Alemanha      | 243.15     | 7          | 254.70 | 6     |
| 7                 | Francesca Dallapé     | Itália        | 242.00     | 8          | 251.50 | 7     |
| 8                 | Inge Jansen           | Países Baixos | 232.15     | 12         | 247.45 | 8     |
| 9                 | Marion Farissier      | França        | 236.95     | 10         | 242.75 | 9     |
| 10                | Rhea Gayle            | Reino Unido   | 236.10     | 11         | 242.70 | 10    |
| 11                | Alicia Blagg          | Reino Unido   | 255.95     | 5          | 235.05 | 11    |
| 12                | Hanna Pysmenska       | Ucrânia       | 237.75     | 9          | 229.95 | 12    |
| 13                | Sophie Somloi         | Áustria       | 229.50     | 13         |        |       |
| 14                | Nòra Barta            | Hungria       | 222.80     | 14         |        |       |
| 15                | Iira Laatunen         | Finlândia     | 222.00     | 15         |        |       |
| 16                | Taina Karvonen        | Finlândia     | 214.80     | 16         |        |       |
| 17                | Ksenia Kondrashenkova | Bielorrússia  | 211.55     | 17         |        |       |
| 18                | Alena Khamulkina      | Bielorrússia  | 209.90     | 18         |        |       |
| 19                | Jennifer Granath      | Suécia        | 209.60     | 19         |        |       |
| 20                | Patrycja Pyrzak       | Polónia       | 204.85     | 20         |        |       |
| 21                | Leyre Eizaguirre      | Espanha       | 204.60     | 21         |        |       |
| 22                | Magdalena Chlanda     | Polónia       | 199.20     | 22         |        |       |
| 23                | Celine van Duijn      | Países Baixos | 192.65     | 23         |        |       |